# Danica Grujičić
Danica Grujičić (srbsko cirilsko Даница Грујичић), srbska nevrokirurginja in političarka, * 30. avgust 1959, Užice, FLRJ.
Od leta 2022 je ministrica za zdravje Srbije
Od leta 2004 do 2011 je bila članica Demokratske stranke (DS), leta 2011 je izstopila iz DS in bila izvoljena za podpredsednico Socialdemokratske zveze (SDS). Grujičićeva je leta 2012 sodelovala na srbskih predsedniških volitvah in zasedla zadnje mesto z 0,78 % glasov. Februarja 2022 se je pridružila Srbski napredni stranki (SNS) in bilo je napovedano, da bo nosilka liste Skupaj zmoremo vse SNS-ove koalicije na parlamentarnih volitvah leta 2022. Je sedanja vodja Centra za nevroonkologijo Nevrokirurške klinike Kliničnega centra Srbije in profesorica na Medicinski fakulteti v Beogradu.